# غايوس مانيليوس
هذه الصفحة تتحدث عن الأطربون، أما عن الشاعر أنظر ماركوس مانيليوس
غايوس مانيليوس (باللاتينية: Gaius Manilius) هو أطربون (محامي شعب) روماني في عام 66 ق م. وفي بدايات السنة التي تولى فيها منصبه نجح في إقرار قانون حق الاقتراع للمحررين (باللاتينية: de libertinorum suffragiis) والذي اعطى العبيد المعتقين حق التصويت جنبا لجنب مع الذين أعتقوهم. وكاد أن يتم إعلان هذا القانون باطل السريان من قبل مجلس الشيوخ. وادعى كل من الحزبين بأنه مغبون من القانون، وسعى مانيليوس للحصول على رضى بومبي بأن عرض عليه أن يمنحه منصب القائد في حربه على ميثراداتس السادس بسلطة لا حدود لها. وأيد شيشرون الاقتراح في خطبته لقانون مانيليوس (باللاتينية: Pro lege Manilia) وتم إقرار القانون. وقد اتهم مانيليوس لاحقا من قبل الحزب الأرستقراطي بتهمة لم تسجل في التاريخ ودافع عنه شيشرون، وقد أدين على الأغلب ولكن لم يذكر عنه أي شيء.